# 2324 Janice
2324 Janice (1978 VS4) là một tiểu hành tinh vành đai chính được phát hiện ngày 7 tháng 11 năm 1978 bởi E. F. Helin và S. J. Bus ở Palomar.